# Santa Maria delle Grazie (Arezzo)

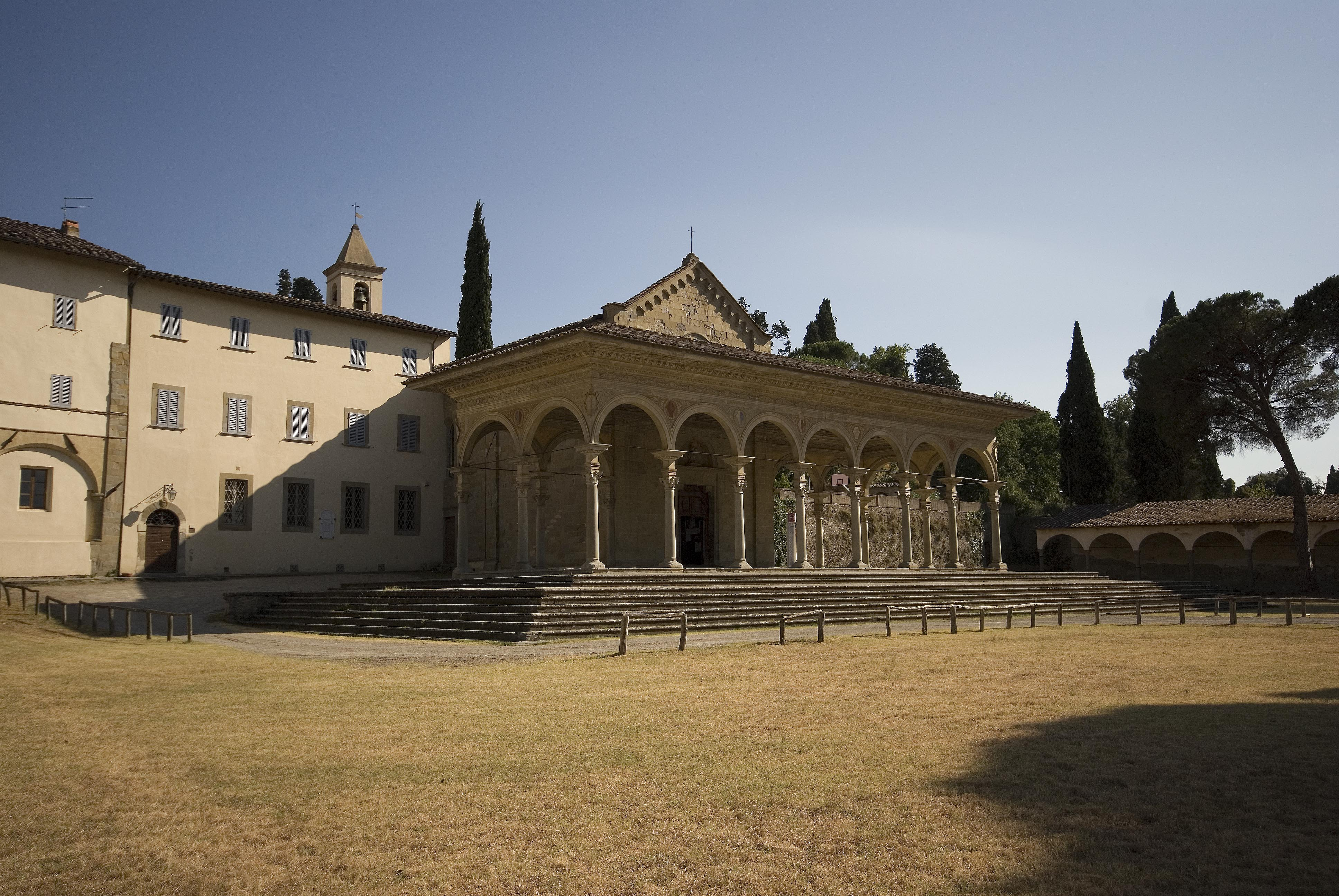
Die Fassade mit dem bekannten Portikus

Santa Maria delle Grazie ist eine kleine Kirche in der toskanischen Stadt Arezzo. Bekannt ist sie für ihre Loggia aus der Frührenaissance.

## Lage
Die Kirche liegt etwa einen Kilometer südlich außerhalb der Altstadt von Arezzo an der nach ihr benannten Via Santa Maria delle Grazie. Direkt auf die Via Santa Maria delle Grazie führt aus der Innenstadt die Viale Mecenate.

## Geschichte und Baugeschichte
Bereits in der Antike befand sich an dieser Stelle eine dem Gott Apollon geweihte Quelle und ein Quellheiligtum, es ist möglich, dass der Kult noch in die etruskische Zeit zurückreicht. Bekannt war die Quelle als Fons Tecta. Auch nach der Christianisierung Italiens pilgerten dennoch sowohl Einwohner der Stadt Arezzo als auch Fremde an diese Stelle, um Heilung durch das Wasser zu erlangen. Dem Heiligen Bernhardin von Siena wurde diese Tatsache zugetragen, woraufhin er anlässlich einer Predigt an dieser Stelle 1428 das Quellheiligtum zerstörte. Er gab zwei Jahre später bei Parri di Spinello, dem Sohn Spinello Aretinos, den Auftrag für das Gemälde einer Schutzmantelmadonna (Madonna delle Grazie), entsprechend dem Patrozinium der Kirche.
Die heutige Kirche wurde von 1435 bis 1444 erbaut. Baumeister war Domenico del Fattore, auch Domenico Faltore genannt. Den bekannten Portikus schuf Benedetto da Maiano, der Bruder Giuliano da Maianos, von 1478 bis 1482.

## Portikus
Der Fassade vorgelagert ist ein Portikus, auch Loggia genannt. Da Maiano orientierte sich 1478 bis 1482 bei seinem Bau an Vorbildern aus Florenz, so etwa dem Ospedale degli Innocenti, geschaffen von Filippo Brunelleschi. Die die Halle tragenden 14 Säulen, acht bilden die vordere Reihe, folgen einer Abwandlung der Korinthischen Ordnung. Die Proportionen der harmonisch abgewogenen Konstruktion führen zur kunstgeschichtlichen Beurteilung des Portikus als "eine der zierlichsten Schöpfungen der Frührenaissance".

## Inneres
Die Kirche wurde als einschiffige Saalkirche errichtet. Ihre beiden Joche werden von Kreuzrippen überwölbt, der Chor ist polygonal geschlossen, beides gibt dem Bau einen noch spätgotischen Stilcharakter.
Der Hochaltar enthält das genannte Gemälde Spinellos, dieser schuf das Bild nach der Beauftragung bis 1431. Die Rahmung des Retabels wurde 1487 bis 1493 von Andrea Della Robbia aus Marmor, weiß und farbig glasierter Terrakotta geschaffen.
Rechts neben der Kirche befindet sich noch ein dem Hl. Bernhardin von Siena geweihtes Oratorium, es entstand nach dem Tod des Heiligen von 1450 bis 1456.

## Rezeption
Gabriele D’Annunzio erwähnt die Loggia in seinem Gedicht Le città del silenzio von 1903: "Bruna ti miro dall’aerea loggia che t’alzò Benedetto da Maiano."